# Средно училище „Васил Левски“, Бяла Слатина
СУ „Васил Левски“ е средно училище в Бяла Слатина.